# Чарівний перстень (мультфільм, 1979)
Чарівний перстень (рос. Волшебное кольцо)-радянський мальований мультфільм, створений режисером Леонідом Носирєвом у 1979 році на студій Союзмультфільм. Створений за мотивами казки «Чарівний перстень». Текст від автора читає Євген Лєонов

## Сюжет
Іван — простий сільський хлопчина, який зовсім не має грошей. Живе він зі своєю старою матір'ю. Ваня ходить на базар продавати то свою останню шапку, то останню сорочку, то піджак з кишенями, але міняє одяг на кішку Машу, собаку Жужу та змію Скарапею, яких пошкодував. Трохи пізніше Іван дізнався, що змія не проста, а чарівна: виявилося, що вона — дочка зміїного царя. За те, що Ваня її врятував, вона подарувала йому чарівне кільце, до якого прив'язані три чоловічки, здатні виконати будь-яке бажання.
Спершу Ваня замовив цукру, борошна, олії та рибки на пиріжки, потім новий одяг собі і матері, а потім вирішив не розмінюватися на дрібниці і послав свою матір сватати за себе царську дочку Улянку. Та принесла від царя завдання: на ранок поставити «від їхнього ґанку до царського палацу» міст «анженерної роботи з хрувсталю», на що Ваня пред'явив ще й хороми, і «навіть машину з каросиновим двигуном». Але підступна Улянка, яка була закохана в багатого француза, у день весілля хитрістю заволоділа обручкою і перенеслася з хоромами та мостом «серед міста Парижа», де живе її залицяльник. Ваню ж кинули у в'язницю нібито за крадіжку того самого моста.
Тоді Жужа та Маша вирушають до Парижа, де добувають кільце та повертаються з ним на машині до господаря. Іван повертає собі міст і хороми, а Улянку відправляє назад до царя. Сам він одружується з доброю селянською дівчиною, з якою вони живуть щасливо. І іноді вп'ятеро катаються на човні, названому на честь змії Скарапеї.

## Творці
- Автори сценарію — Юрій Коваль, Леонід Носирєв
- Режисер — Леонід Носирєв
- Художник-постановник — Віра Кудрявцева
- Композитор — Євген Ботяров
- Оператор — Борис Котов
- Звукооператор — Борис Фільчиков
- Монтажер — Ольга Василенко
- Помічники: режисера — Ольга Ісакова
- художника — Олена Караваєва, Валентина Гілярова
- оператора — Майя Попова

### Художники-мультиплікатори
- Марина Восканьянц
- Анатолій Абаренов
- Рената Міренкова
- Віктор Лихачов
- Олег Комаров
- Лев Рябінін
- Юрій Кузюрін
- Марина Рогова
- Художники: Володимир Захаров, Світлана Давидова, Ірина Троянова, Ірина Світлиця
- Редактор — Наталія Абрамова
- Директор картини — Любов Бутиріна

### Ролі озвучували
- Євген Леонов — оповідач
- Юрій Волинців — Іван
- Марія Виноградова — мати Івана / кішка Маша
- Клара Румянова — собака Жужа (немає в титрах)
- Анна Каменкова — змія Скарапея
- Борис Новіков — мужичок
- Анатолій Баранцев — цар
- Кіра Смирнова — Марем'яна
- Тетяна Васильєва — Улянка

## Відеовидання
17 березня 2009 ріка відбувся офіційний випуск мультфільм на DVD, підготовлений та здійснений компанією «Крупний план».